# How to モンキーベイビー!
『How to モンキーベイビー!』は、2009年10月2日から2011年3月30日までTOKYO MXほかで放送されていた深夜バラエティ番組である。

## 番組概要
- 「この世に有る様々なHow toを学ぶ二人のド素人＝モンキーベイビー達の成長物語である」と題し、今までやったことのないことにチャレンジしていき、及第点を取ると、成長の証として「Howモン習得カード」に、ゲスト（先生）から「モンキーハンコ」を1つ押してもらえる。
- ゲストのことを「プロモンキー」と称している。
- 出演者、スタッフのほとんどが、2009年9月末まで放送していた、テレビ朝日「やぐちひとり©」のメンバーで構成されており、ゲームセンターCXのスタッフでもある、谷澤宗明が「谷澤"タニー"宗明」として写真で登場した。

## 出演者
- 矢口真里（番組中ではメインMC）
- 劇団ひとり（番組中ではネバダ州出身の「ハルク」というキャラクターに扮している）

## 番組内容
- オープニングは矢口とハルクのトーク。中盤から後半では、メイン企画で様々なチャレンジをする。映画テクニック、野球に関しては、定期的に学んでいく。
- 2009年11月13日の放送で映画のタイトルが「意味もなくNASU」（メッセージ性を強くしたため、意味もなくはおかしいと言う事になり、『NASA<NASU』に変更）に決定した。

## スタッフ
- 構成：水野宗徳、小池正宏
- ナレーター：中尾良平
- オープニングCG：VJ MASARU
- 協力：ザ・チューブ、フォーチュン、スタジオ フォリオ
- 演出：伊戸川俊伸（オイコーポレーション）
- ディレクター：葛西愛子、久保典朗
- プロデューサー：喜多一郎、山本和夫
- 制作協力：ドラマデザイン社
- 制作：office kita

## ネット局
| 放送地域       | 放送局         | 放送期間                       | 放送時間                 | 放送系列       | 備考                                 |
| -------------- | -------------- | ------------------------------ | ------------------------ | -------------- | ------------------------------------ |
| 東京都         | TOKYO MX       | 2009年10月2日 - 2011年3月30日  | 水曜 23時30分 - 24時00分 | 独立UHF局      |                                      |
| 福岡県         | 九州朝日放送   | 2010年1月12日 - 2010年9月29日  | 水曜 26時20分 - 26時50分 | テレビ朝日系列 |                                      |
| 福島県         | テレビユー福島 | 2010年3月29日 - 2010年9月6日   | 月曜 25時15分 - 25時45分 | TBS系列        |                                      |
| 新潟県         | テレビ新潟     | 2010年3月29日 - 2011年11月14日 | 月曜 24時59分 - 25時29分 | 日本テレビ系列 |                                      |
| 鹿児島県       | 南日本放送     | 2010年3月31日 - 2011年12月7日  | 水曜 24時40分 - 25時10分 | TBS系列        |                                      |
| 岡山県・香川県 | 西日本放送     | 2010年4月5日 - 2011年3月28日   | 月曜 25時34分 - 26時04分 | 日本テレビ系列 |                                      |
| 北海道         | 北海道テレビ   | 2010年4月6日 - 2011年9月27日   | 火曜 25時55分 - 26時25分 | テレビ朝日系列 | 7ヶ月遅れ                            |
| 宮城県         | ミヤギテレビ   | 2010年4月7日 - 2011年10月26日  | 水曜 25時30分 - 26時00分 | 日本テレビ系列 |                                      |
| 静岡県         | 静岡朝日テレビ | 2010年7月10日 - 2012年3月3日   | 土曜 25時25分 - 25時55分 | テレビ朝日系列 |                                      |
| 石川県         | 北陸朝日放送   | 2011年1月15日 - 2011年7月2日   | 土曜 25時00分 - 25時30分 | テレビ朝日系列 | 『やぐちひとり』ネット局で唯一ネット |

## DVD
- 100人カメラマン（2011年1月26日発売）発売元・販売元：アニプレックス